# Cliffortia montana
Cliffortia montana är en rosväxtart som beskrevs av August Henning Weimarck. Cliffortia montana ingår i släktet Cliffortia och familjen rosväxter. Inga underarter finns listade i Catalogue of Life.